# Деян Статулов
Деян Иванов Статулов е български кинокритик. Доцент д-р по киноизкуство и телевизия.

## Биография
Роден на 4 август 1973 г. в Ихтиман, Софийска област. Доцент (2023) в Институт за изследване на изкуствата при БАН, сектор „Екранни изкуства“. Ръководител на сектор „Екранни изкуства“ (2024- ) в Институт за изследване на изкуствата при БАН. Завършил е НАТФИЗ „Кръстьо Сарафов“ специалност „Телевизионно, кинознание и драматургия“. На 29 май 2015 г. му е присъдена образователната и научна степен доктор по „Кинознание, киноизкуство и телевизия“ в Институт за изследване на изкуствата при БАН. Темата на докторската му дисертация е „Идеологическата цензура в българското игрално кино (1948 – 1989). Механизми на функциониране“. Още като студент започва работа като разпоредител в Дома на киното, а по-късно става и негов програматор. Бил е директор на Международния студентски филмов фестивал (’98,’99), участвал във фестивалния екип на Мюзик филм фест и „Монти Пайтън Фест“, и член на експертни комисии към БНТ, ИА „Национален филмов център“ и Национален фонд „Култура“ към Министерство на културата.
Има над 300 публикации (портрети, репортажи, интервюта и оперативна критика и научни публикации) в периодичния, специализиран и научен печат. Сценарист на тв предаванията „Понеделник 8½“ и „Кастинг“ по Канал 1, „Бон Апети“ (bTV), главен редактор на предаванията „Дупка в стената“ и „Сделка или не“ (Нова телевизия) (2009 – 2011). Филмов наблюдател на сутрешния блок на Нова телевизия „Здравей, България“ (2009 – 2015). Водещ на кинорубриката в тв предаването Преди обед по Би Ти Ви (2018 – ). Главен редактор на фестивалните вестници на филмовите фестивали „Международен София Филм Фест“, „Златна роза“ във Варна и „Златен ритон“ в Пловдив. Член на Международното жури за късометражно кино „Филмини“ (Filmini) (2013) и „Смешен филм фест“ в Габрово (2018). Председател на журито за късометражни филми на фестивала на българския игрален филм „Златна роза“ 2020. Сценарист на предаването „Като на кино“ по Би Ти Ви Синема. Ръководител на детска и младежка театрална група „Фантазия“ към Народно читалище „Слънце 1879“ в Ихтиман. Програмен директор на Дома на киното (2013 – 2015). Издател и главен редактор на сайта за филмова култура Kinoto.bg. Член на Съюз на българските филмови дейци (СБФД) и асоциация Академика 21. 
Женен, има две деца.

## Награди
- Наградата на София в категория „За критика и журналистика в областта на културата“, 2024
- Награда „Васил Гендов“ 2024 за книга или теоретичен текст на Съюза на българските филмови дейци за „(Пре)поръчани филми. Пропагандни практики в българското игрално кино (1944 – 1989)“. Локус Пъблишинг, 2023, ISBN 978 954 783 384 5
- Най-значимо научно постижение на  Институт за изследване на изкуствата при БАН за 2022 г.  за монографията „Невъзможната свобода. Идеологическата цензура в българското игрално кино (1948 – 1989)“, Локус Пъблишинг, 2022, ISBN 978 954 783 365 4, 170 с. Решение на Общо събрание на учените от Институт за изследване на изкуствата при БАН (I заседание от 23.01.2023 г.);
- Награда „Васил Гендов“ 2022 за оперативна критика на Съюза на българските филмови дейци;
- Награда за постигнати високи професионални успехи с младежка театрална група „Фантазия“, XIV ММФИ „Музите“ – Созопол, 2019;
- Втора награда на конкурса за млади изследователи. „100 българско кино – факти, практики, рефлексии“ 2015, за статията „Профилактика и цензура. Ролята на Държавна сигурност и случаят „Една жена на 33“.

## Книги
- „Между два кадъра“, Локус Пъблишинг, 2024, ISBN 978-954-783-416-3
- „(Пре)поръчани филми. Пропагандни практики в българското кино. 1944 – 1989.“ Локус Пъблишинг, 2023, ISBN 978 954 783 384 5
- „Невъзможната свобода. Идеологическата цензура в българското игрално кино (1948 – 1989)“. Локус Пъблишинг, 2022, ISBN 978 954 783 365 4

## Избрани публикации
- Статулов, Д.. „За някои проблеми“ на репертоарната и фестивална политика в българското социалистическо кино като средство за пропаганда. „On some problems“ of the repertory and festival policy in Bulgarian socialist cinema as a tool for propaganda. Изкуствоведски четения 2021. Модул Ново изкуство: Персоналия, Институт за изследване на изкуствата, БАН, 2022, ISSN 1313 – 2342, 348 – 356
- Статулов, Д. Първи стъпки на социалистическата пропаганда в българското игрално кино. Проблеми на изкуството, 4, ИИИзк, 2022, ISSN 0032 – 9371, 45 – 50
- Статулов, Д. Историческите личности в пропагандните филми на програмата „1300 години България“/ Historic figures in propagandist films under the 1,300th anniversary of Bulgarian statehood programme. Изкуствоведски четения 2021. Модул Ново изкуство: Персоналия, Институт за изследване на изкуствата, БАН, 2022, ISSN 1313 – 2342, 346 – 353
- Статулов, Д. Персоналните фондове в архив „Екранни изкуства“ в контекста на обществените филмови архиви в България: проблеми и възможности за опазването им. Българско музикознание, Извънреден брой, Институт за изследване на изкуствата, БАН, 2021, ISSN 0204-823X, 151 – 160
- Статулов, Д. Българското кино и възродителният процес. Изкуствоведски четения 2018. Изкуството в Европа: Модели и идентичности / Art Readings 2018. Art in Europe: Models and Identities, ИИИзк, БАН, 2019, ISBN:978-954-8594-78-3, ISSN 1313 – 2342, 310 – 317
- Статулов, Д. Създаването на филма „Време разделно“ в контекста на Възродителния процес. Проблеми на изкуството, 2, Институт за изследване на изкуствата, БАН, 2020, ISSN 0032 – 9371, 32 – 35
- Статулов, Д. Първи опити за институционализиране на киното като средство за пропаганда (1944 – 1948). Изкуствоведски четения / Art Readings, 2018, Институт за изследване на изкуствата, 2018, ISBN:978-954-8594-71-4, ISSN 1313 – 2342, 289 – 295
- Статулов, Д. Закъснелите премиери. Контекст и обществен резонанс. Изкуствоведски четения 2016, модул Ново изкуство Автори. Течения. Взаимодействия, Институт за изследване на изкуствата, 2017, ISBN:978-954-8594-67-7, ISSN 1313 – 2342, 364 – 369
- Статулов, Д. Между истината и идеологията за някои пропагандни практики е българското кино през 50-те години на XX век. Истини и лъжи за факти, новини и събития : Сборник с доклади от Международна научна конференция, 24 – 25 април 2018 г., 2, Регионална библиотека „Любен Каравелов“ – Русе, 2018, ISBN 978-619-7404-04-3, 175 – 182
- Статулов, Д. Филмовият свят на Радичков – опит за летене между поетиката и идеологическия наратив на властта. Радичков на 90, АИ Проф. Марин Дринов, 2019, ISBN 978-619-245-003-8, 83 – 92
- Статулов, Д. Новият филмов мит на Спилбърг. сп. Кино, 2, СБФД, 2022, ISSN 0861 – 4393
- Статулов, Д. Условната реалност на Тери Гилиъм. Сп. Кино, Съюз на българските филмови дейци (СБФД), 2021, ISSN 0861 – 4393
- Статулов, Д. Българското кино и политическият дебат. сп. Култура, 04, Комунитас, 2022, ISSN 0861 – 1408, 74 – 75
- Статулов, Д. Партийна чи(е)стота. Артизанин, 21, 2019, ISSN 2535 – 1273
- Статулов, Д. Изворът на Филипов. Артизанин, 11, 2018, ISSN 2535 – 1273
- Статулов, Д. Изкушението на биографичния филм. сп. Култура, 06, Комунитас, ISSN 0861 – 1408, 2022, 74 – 75
- Статулов, Д. На критиката... с любов и нежност. сп. Кино, 7, СБФД, 2022
- Статулов, Д. Канска женитба. L'Europeo, 78, Еуропео-България ООД, 2022, 148 – 152
- Статулов, Д. Да живее България – чий е този филм?. АРТизанин, 15, Аргос, 2018, ISSN 2535 – 1273, 12 – 13

## Филмография
- „Сняг“ (2015), реж. Венцислав Василев
- „Слава“ (2016), реж. Кристина Грозева и Петър Вълчанов
- „Обичам те, Бойдин“ (2018), реж. Борислав Михайловски

## Изложби
- „Киноистории помежду“ (Изложба в Регионален исторически музей – София. Откриване – 25 ноември 2021). с куратор Весела Ножарова и изложбен дизайн Калина Димитрова, Проектът „История помежду“ е осъществен от Фондация „Изкуство – дела и документи“
- „Цензурираните филми: зад кадър“ (Изложба във филмотечно кино „Одеон“ – София. Откриване – 10 ноември 2022)
- „Васил Гендов. Живот между театъра и киното“ (Изложба в Изложбена зала „Архиви“ на ДА „Архиви“ – Откриване – 7 декември 2021), в съавторство с доц. д-р Александър Донев и доц. д-р Теодора Дончева.